# Central Coast Stadium
Le Central Coast Stadium, anciennement appelé Bluetongue Stadium, est un stade construit à Gosford, Central Coast, Nouvelle-Galles du Sud en Australie. Il est inauguré en 2000.
Il accueille les matchs à domicile du Central Coast Mariners FC, équipe évoluant en première division.
Il accueille également des matchs de la NRL (Championnat australien de rugby à XIII).

## Évènements
- Coupe du monde de rugby à XV 2003

## Référence
- (en) Cet article est partiellement ou en totalité issu de l’article de Wikipédia en anglais intitulé « Central Coast Stadium » (voir la liste des auteurs).

1. ↑  « Central Coast Stadium », sur ostadium.com (consulté le 2 mai 2025)